# Truy cập Internet

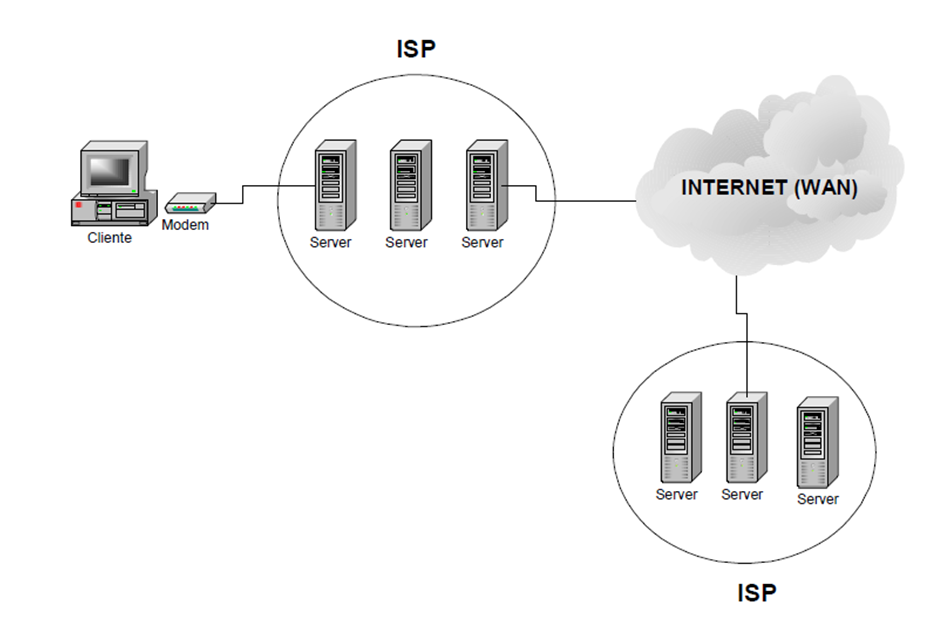
Truy Cập Internet

Truy cập Internet là khả năng của các cá nhân và tổ chức có thể kết nối với Internet bằng cách sử dụng thiết bị đầu cuối máy tính, máy tính, và các thiết bị khác; và khả năng tiếp cận các dịch vụ như email và World Wide Web. Các công nghệ khác nhau, với tốc độ rất khác nhau đã được các nhà cung cấp dịch vụ Internet (ISPs) sử dụng để cung cấp dịch vụ này.
Truy cập Internet đã từng là một chuyện rất hiếm hoi, nhưng sau đó phát triển nhanh chóng. Năm 1995, chỉ có 0,04 phần trăm dân số thế giới đã được tiếp cận Internet, với hơn một nửa số đó sống ở Hoa Kỳ, và dùng công nghệ dial-up. Vào thập niên đầu của thế kỷ XXI, nhiều người tiêu dùng ở các nước phát triển đã sử dụng công nghệ nhanh hơn nhiều là băng thông rộng, và đến năm 2014, 41 phần trăm dân số thế giới đã tiếp cận được Internet, băng thông rộng gần như là phổ biến trên toàn thế giới, và tốc độ kết nối trung bình toàn cầu đã vượt quá 1 Mbit/s.

## Lịch sử
Internet bắt nguồn từ ARPANET, là hệ thống mạng do Chính phủ Mỹ tài trợ để hỗ trợ các dự án trong chính phủ và tại các trường đại học cũng như các trung tâm nghiên cứu trong nước Mỹ - nhưng theo thời gian hệ thống này đã phát triển kết nối hầu hết các đại học lớn và các văn phòng nghiên cứu của nhiều công ty kỹ thuật. Việc mở rộng lượng người dùng của hệ thống chỉ bắt đầu từ năm 1995 khi các giới hạn về việc sử dụng Internet để mang nội dung thương mại được bãi bỏ.
Vào đầu và giữa những năm 1980, hầu hết truy cập Internet là từ các máy tính cá nhân và máy trạm được kết nối trực tiếp với mạng cục bộ hoặc dùng kết nối quay số dùng modem và đường dây điện thoại tương tự. Các mạng LAN hoạt động ở mức 10 Mbit/s, trong khi tốc độ dữ liệu modem tăng từ 1200 bit/s vào đầu những năm 1980 và lên đến 56 kbit/s vào cuối những năm 1990. Ban đầu, các kết nối dial-up được thực hiện từ các thiết bị đầu cuối hoặc các máy tính chạy phần mềm mô phỏng đầu cuối đến các máy chủ đầu cuối trên mạng LAN. Các kết nối quay số này không hỗ trợ sử dụng đầu cuối của các giao thức Internet và chỉ cung cấp thiết bị đầu cuối để kết nối máy chủ. Việc giới thiệu máy chủ hỗ trợ truy cập mạng dùng Serial Line Internet Protocol (SLIP) và sau đó là giao thức point-to-point (PPP) mở rộng các giao thức Internet và cho phép truy cập đầy đủ các dịch vụ Internet có sẵn cho người sử dụng dial-up; mặc dù chậm hơn, do tốc độ truyền dữ liệu thấp hơn.
Truy cập Internet băng thông rộng, thường được rút ngắn thành băng thông rộng, đơn giản được định nghĩa là "Truy cập Internet luôn kết nối và nhanh hơn truy cập dial-up truyền thống" và do đó bao gồm một loạt các công nghệ. Kết nối băng thông rộng thường được thực hiện bằng cách sử dụng khả năng kết nối mạng của card mạng Ethernet có sẵn trong máy, hoặc dùng card mở rộng NIC.
Hầu hết các dịch vụ băng thông rộng cung cấp kết nối "liên tục"; không yêu cầu phải quay số, và không can thiệp vào việc sử dụng thoại của đường dây điện thoại. Băng thông rộng cung cấp khả năng truy cập vào các dịch vụ Internet tốt hơn như:
- Truy cập world wide web nhanh hơn
- Tải tài liệu, ảnh, video và các file lớn khác nhanh hơn
- VoIP, radio, television, và hội thảo video.
- Mạng riêng ảo và quản lý hệ thống từ xa
- Trò chơi trực tuyến, nhất là trò chơi nhập vai trực tuyến nhiều người chơi với yêu cầu tương tác lớn

Vào những năm 1990, sáng kiến cơ sở hạ tầng thông tin quốc gia ở Mỹ đã đưa truy cập Internet băng rộng trở thành một vấn đề về chính sách công. Vào năm 2000, hầu hết truy cập internet  nhà riêng được cung cấp bằng dial-up, trong khi nhiều doanh nghiệp và trường học đã sử dụng các kết nối băng thông rộng. Năm 2000, chỉ có dưới 150 triệu thuê bao dial-up trong 34 quốc gia OECD và ít hơn 20 triệu thuê bao băng thông rộng. Đến năm 2004, băng thông rộng đã phát triển và dial-up đã giảm xuống để số lượng thuê bao hai bên ngang nhau với 130 triệu. Trong năm 2010, ở các nước OECD, trên 90% các thuê bao truy cập Internet sử dụng băng thông rộng, băng thông rộng đã tăng lên hơn 300 triệu thuê bao, và các thuê bao dial-up đã giảm xuống dưới 30 triệu.
Các công nghệ băng rộng sử dụng rộng rãi nhất là ADSL và truy cập Internet qua cáp. Các công nghệ mới hơn bao gồm VDSL và cáp quang mở rộng gần gũi hơn với thuê bao. Truyền thông cáp quang, trong khi mới chỉ được sử dụng trong các tòa nhà và chương trình hạn chế đã đóng một vai trò quan trọng trong việc cho phép truy cập Internet băng thông rộng bằng cách truyền tải thông tin với tốc độ dữ liệu rất cao trên những khoảng cách dài hơn với chi phí hiệu quả hơn so với công nghệ dây đồng.
Tại các khu vực không có ADSL hoặc cáp, một số tổ chức cộng đồng và chính quyền địa phương đang cài đặt các mạng Wi-Fi. Internet không dây và vệ tinh thường được sử dụng ở các vùng nông thôn, chưa phát triển hoặc các khu vực khó phục vụ khác, nơi Internet có dây không sẵn có.
Các công nghệ mới đang được triển khai để truy cập băng rộng di động (cố định) và di động bao gồm WiMAX, LTE, và không dây cố định, ví dụ như Motorola Canopy.
Bắt đầu từ khoảng năm 2006, truy cập băng thông rộng di động ngày càng có sẵn ở mức người tiêu dùng sử dụng công nghệ "3G" và "4G" như HSPA, EV-DO, HSPA+, và LTE.